# Diana Lehmann

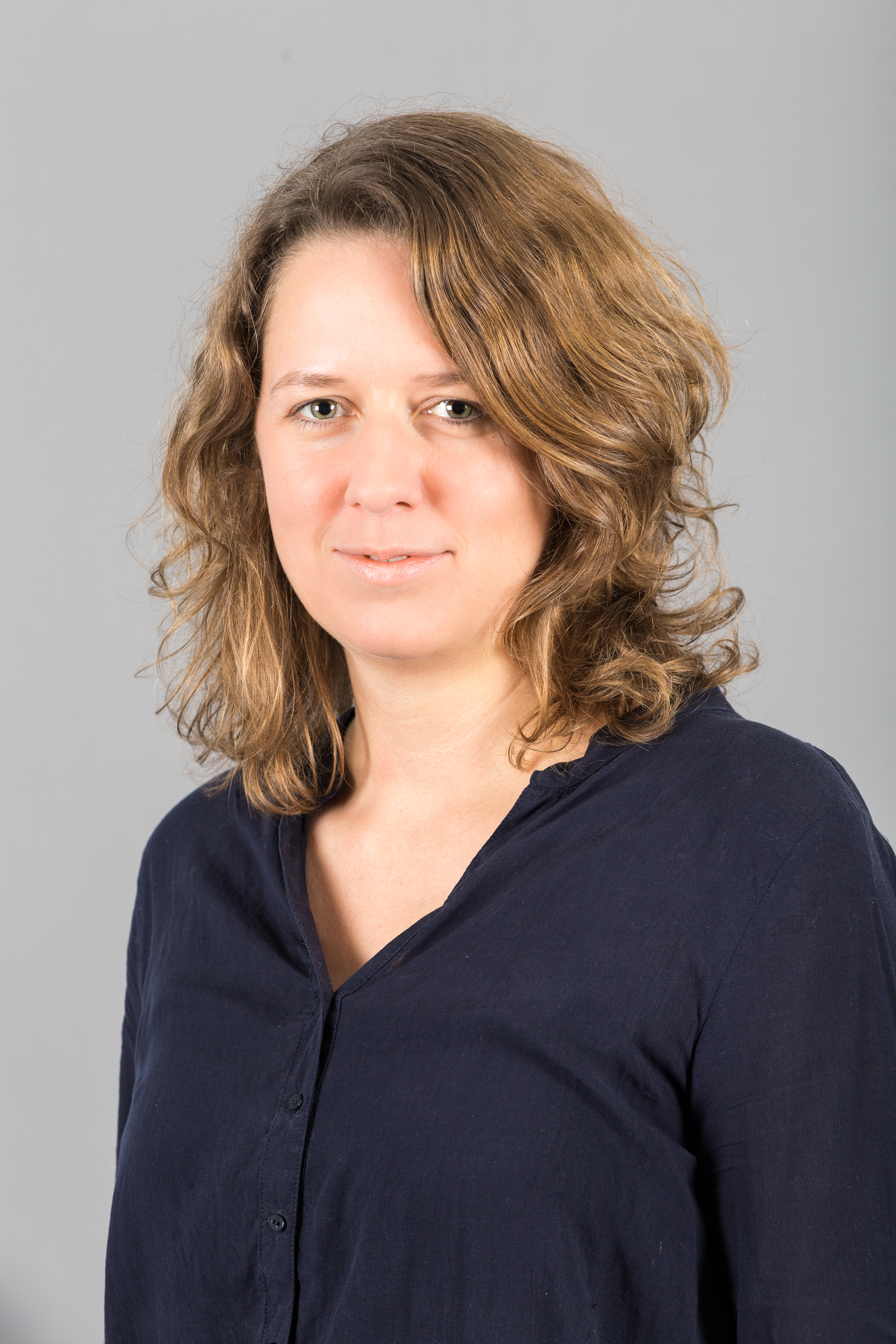
Diana Lehmann 2016

Diana Lehmann (* 23. Juni 1983 in Jena) ist eine deutsche Politikerin (SPD). Sie war von 2014 bis 2024 Mitglied des Thüringer Landtags.

## Ausbildung und Beruf
Lehmann studierte Soziologie und Erziehungswissenschaft an der Friedrich-Schiller-Universität Jena. Nach ihrem Abschluss im Jahr 2008 arbeitete sie dort bis 2010 als wissenschaftliche Mitarbeiterin am Lehrstuhl für Arbeits-, Industrie- und Wirtschaftssoziologie. Zeitweise arbeitete sie als Wahlkreismitarbeiterin des Landtagsabgeordneten Peter Metz sowie in der Landesgeschäftsstelle der Naturfreunde Thüringen. Im Oktober 2011 wurde sie Referentin im Thüringer Ministerium für Wirtschaft, Arbeit und Technologie, bis Ende 2013 war sie persönliche Referentin des Ministers Matthias Machnig.

## Politik
Lehmann trat im Jahr 2006 in die SPD ein. Von 2009 bis 2011 war sie Landesvorsitzende der Jusos in Thüringen und von 2011 bis 2012 Mitglied des Jusos-Bundesvorstandes. 2010 wurde sie Beisitzerin im Landesvorstand der SPD. Zur Landtagswahl in Thüringen 2014 wurde sie über Platz 7 der SPD-Landesliste in den Thüringer Landtag gewählt. Als Direktkandidatin im Wahlkreis Suhl – Schmalkalden-Meiningen IV erhielt sie 10,1 Prozent der Stimmen. Am 26. Juni 2019 wurde sie zur stellvertretenden Vorsitzenden der SPD-Fraktion gewählt.
Einen Tag nach der Aufnahme des ehemaligen AfD-Mitgliedes Oskar Helmerich in die Thüringer SPD-Landtagsfraktion erklärte sie am 14. April 2016 ihren Rücktritt aus dem SPD-Landesvorstand. Im Jahr 2018 wurde sie wieder in den Landesvorstand gewählt.
Bei der Landtagswahl in Thüringen 2019 zog sie über Platz 6 der SPD-Landesliste erneut in den Thüringer Landtag ein. Als Direktkandidatin im Wahlkreis Suhl – Schmalkalden-Meiningen IV kam sie auf 11,1 Prozent der Stimmen. Bei der Landtagswahl in Thüringen 2024 verpasste sie den Wiedereinzug in den Thüringer Landtag.